# 生島大輔
生島 大輔（いくしま だいすけ、1986年6月12日 - ）は、日本のプロ野球選手（内野手）、野球指導者。右投左打。

## 来歴

### プロ入り前
奈良県大和郡山市出身。小学1年生の時に野球を始める。矢田南小学校、郡山西中学校に在学した。
大阪桐蔭高等学校では主将も務め、3年生だった2004年の第76回選抜高等学校野球大会に1番打者の遊撃手として出場した。早稲田大学に進学し、野球部在籍当時は東京六大学リーグで5回の優勝を経験した。大学の同期には上本博紀がいる。
大学卒業後の2009年にJR東日本硬式野球部に入部したが、「ハングリーさ」の乏しい環境に飽き足らず、2011年に退社を決める。

### BCリーグ・富山時代
2012年にベースボール・チャレンジ・リーグの富山サンダーバーズに入団した。しかし初年度は負傷のために十分に試合に出られず、シーズン終了後に球団ウェブサイトの選手ブログに「ファンの皆様、球団社長、監督、チームスタッフ、チームメイトに申し訳ない。ただただそれに尽きます。」と綴った。富山時代に結婚して娘をもうけている。

### BCリーグ・福島時代
2014年シーズン終了後、リーグの新規参入球団のための分配ドラフトで、福島ホープスから指名を受け、移籍する。球団発足後初のシーズン開幕時点で28歳となっていた生島は、「若い選手たちが遠慮せずに思い切りやれる環境を作っていきたい」と自身の経験を伝えながら若手を育てる抱負を語っていた。このシーズンは打率.310を記録してチームの後期優勝にも貢献した。福島には2シーズン在籍したが、リーグの設けた選手の年齢規定に抵触するため2016年シーズンで退団した。

### 関西独立リーグ・兵庫時代
2017年からは関西独立リーグにプレーの場を移す。同年は兵庫ブルーサンダーズに入団し、1シーズンプレーした。

### 関西独立リーグ・和歌山時代
2018年に同じリーグの和歌山ファイティングバーズにコーチ兼任選手として入団した。この年、チームは初優勝を達成している。2019年は運営会社の経営難からコーチ料が出ず、オフに運営会社が交代したが、「あなたが残らないとチームは無くなります」と慰留を受けて残留した。2020年は開幕から4番を任されたほか、ノッカーや打撃投手、ブルペン捕手といった裏方の仕事も担当していたが、9月に右足親指の付け根を骨折。手術か2か月間の安静を要する診断を受けたが、前述の通り、生島は多くの役割を担っていたことから最終戦まで出場を続け、最終打席でも安打を打ち、打率3割台でシーズンを終えている。
2021年シーズンには、34歳にして打率.393を記録し、自身初のタイトルとなる首位打者および最多安打を獲得、MVPにも選出された。
チーム名が和歌山ウェイブスとなった2023年は、9月2日にリーグ新記録となる通算283本目の安打を放ち、9月29日にはチームが5年ぶりの優勝を最終戦で達成して、その際に監督の川原昭二とともに胴上げされた。シーズン終了後の10月には、指名打者のポジションでファン投票によるリーグベストナインに選出された。11月1日に、自由契約で和歌山を退団。

### 関西独立リーグ・淡路島時代
11月23日、同じリーグの淡路島ウォリアーズの監督に就任することが発表された。選手兼任での就任となる。
2024年5月10日にリーグ通算300安打を達成した。5月18日の対堺シュライクス戦では、8回裏無死一二塁の場面で投手として登板し、2打者を抑えて（2人目は併殺打）無失点で終わらせた。これについて生島は、（二塁の）ランナーがホームに帰るとリーグ規定により得点差でコールドゲームが宣告される局面だったため、ピンチを招いた監督としての責任を感じてマウンドに立ったと述べている。
シーズン中の7月8日に球団は、生島が道路交通法違反（酒気帯び運転）の容疑で6日に現行犯逮捕されたことを理由に、契約を解除したと発表した。

## 人物
前記の通り富山時代に結婚して家族を持つが、和歌山時代の報道では家族は富山に残しており、2022年の時点で娘と会うのは年に2回ほどと紹介されている。また、和歌山ではコーチ料を支払われているものの、それだけでは生活できないため、地元の農家（ミカンや梅）の手伝いや塗装業、飲食店の皿洗いや民宿などでアルバイトをおこなっていた。

## 詳細情報

### 独立リーグでの打撃成績
出典はBCリーグおよび関西独立リーグウェブサイトの過去選手成績、および関西独立リーグウェブサイトよりリンクされている一球速報.com。
| 年 度    | 球 団    | 試 合 | 打 席 | 打 数 | 得 点 | 安 打 | 二 塁 打 | 三 塁 打 | 本 塁 打 | 塁 打 | 打 点 | 盗 塁 | 盗 塁 死 | 犠 打 | 犠 飛 | 四 球 | 敬 遠 | 死 球 | 三 振 | 併 殺 打 | 打 率 | 出 塁 率 | 長 打 率 | O P S |
| -------- | -------- | ----- | ----- | ----- | ----- | ----- | -------- | -------- | -------- | ----- | ----- | ----- | -------- | ----- | ----- | ----- | ----- | ----- | ----- | -------- | ----- | -------- | -------- | ----- |
| 2012     | 富山     | 34    | 100   | 88    | 5     | 18    | 3        | 0        | 0        | 21    | 8     | 4     | -        | 1     | 1     | 7     | -     | 3     | 11    | 2        | .205  | .283     | .239     | .521  |
| 2013     | 富山     | 70    | 289   | 256   | 34    | 76    | 6        | 3        | 0        | 88    | 16    | 16    | -        | 10    | 2     | 17    | -     | 4     | 31    | 5        | .297  | .348     | .344     | .691  |
| 2014     | 富山     | 67    | 284   | 258   | 34    | 69    | 14       | 3        | 1        | 92    | 20    | 8     | -        | 1     | 1     | 22    | -     | 2     | 40    | 7        | .267  | .329     | .357     | .685  |
| 2015     | 福島     | 66    | -     | 252   | 34    | 78    | 10       | 1        | 0        | 90    | 32    | 4     | -        | 5     | 4     | 20    | -     | 3     | 32    | 7        | .310  | .362     | .357     | .719  |
| 2016     | 福島     | 67    | -     | 219   | 25    | 69    | 9        | 4        | 1        | 89    | 34    | 0     | -        | 6     | 3     | 11    | -     | 4     | 22    | 1        | .315  | .354     | .406     | .761  |
| 2017     | 兵庫     |       |       |       |       |       |          |          |          |       |       |       |          |       |       |       | -     |       |       |          | .     | .        | .        | .     |
| 2018     | 和歌山   |       |       |       |       |       |          |          |          |       |       |       |          |       |       |       | -     |       |       |          | .     | .        | .        | .     |
| 2019     | 和歌山   | 42    | 191   | 171   | 24    | 46    | 7        | 3        | 1        | 62    | 22    | 9     | -        | 0     | 5     | 14    | -     | 1     | 11    | 1        | .269  | .319     | .363     | .682  |
| 2020     | 和歌山   | 24    | 104   | 87    | 14    | 27    | 2        | 1        | 0        | 31    | 12    | 10    | -        | 1     | 0     | 13    | -     | 0     | 5     | 0        | .310  | .388     | .356     | .745  |
| 2021     | 和歌山   | 47    | 202   | 178   | 33    | 70    | 9        | 3        | 0        | 86    | 25    | 23    | 2        | 2     | 2     | 18    | -     | 2     | 11    | 3        | .393  | .450     | .483     | .933  |
| 2022     | 和歌山   | 47    | 187   | 163   | 18    | 47    | 5        | 2        | 0        | 56    | 24    | 15    | 0        | 1     | 4     | 18    | -     | 1     | 14    | 7        | .288  | .355     | .344     | .699  |
| 2023     | 和歌山   | 48    | 205   | 179   | 23    | 52    | 6        | 1        | 0        | 60    | 24    | 10    | 5        | 4     | 2     | 15    | -     | 5     | 10    | 2        | .291  | .358     | .335     | .693  |
| 2024     | 淡路島   | 33    | 126   | 111   | 12    | 24    | 6        | 0        | 0        | 30    | 11    | 5     | 1        | 4     | 1     | 8     | -     | 2     | 13    | 3        | .216  | .279     | .270     | .549  |
| BCL：5年 | BCL：5年 | 304   | -     | 1073  | 132   | 310   | 42       | 11       | 2        | 380   | 110   | 32    | -        | 23    | 11    | 77    | -     | 16    | 136   | 22       | .289  | .342     | .354     | .697  |
| KDL：8年 | KDL：8年 |       |       |       |       |       |          |          |          |       |       |       | -        |       |       |       | -     |       |       |          | .     | .        | .        | .     |

- 各年度の太字はリーグ最高

### 背番号
- 5 （2012年 - 2014年）
- 6 （2015年 - 2016年、2018年 - 2024年）
- 54 （2017年）